# Ian Peel
Pour les articles homonymes, voir Peel.
Ian Peel, né le 18 janvier 1958 à Skipton-on-Swale, est un tireur sportif britannique. 

## Palmarès
Le tableau présente le Palmarès d’Ian Peel
| Année | Compétition                   | Pays      | Position          |
| ----- | ----------------------------- | --------- | ----------------- |
| 2000  | Jeux olympiques d'été de 2000 | Australie | Médaille d'argent |